# Carsac-de-Gurson

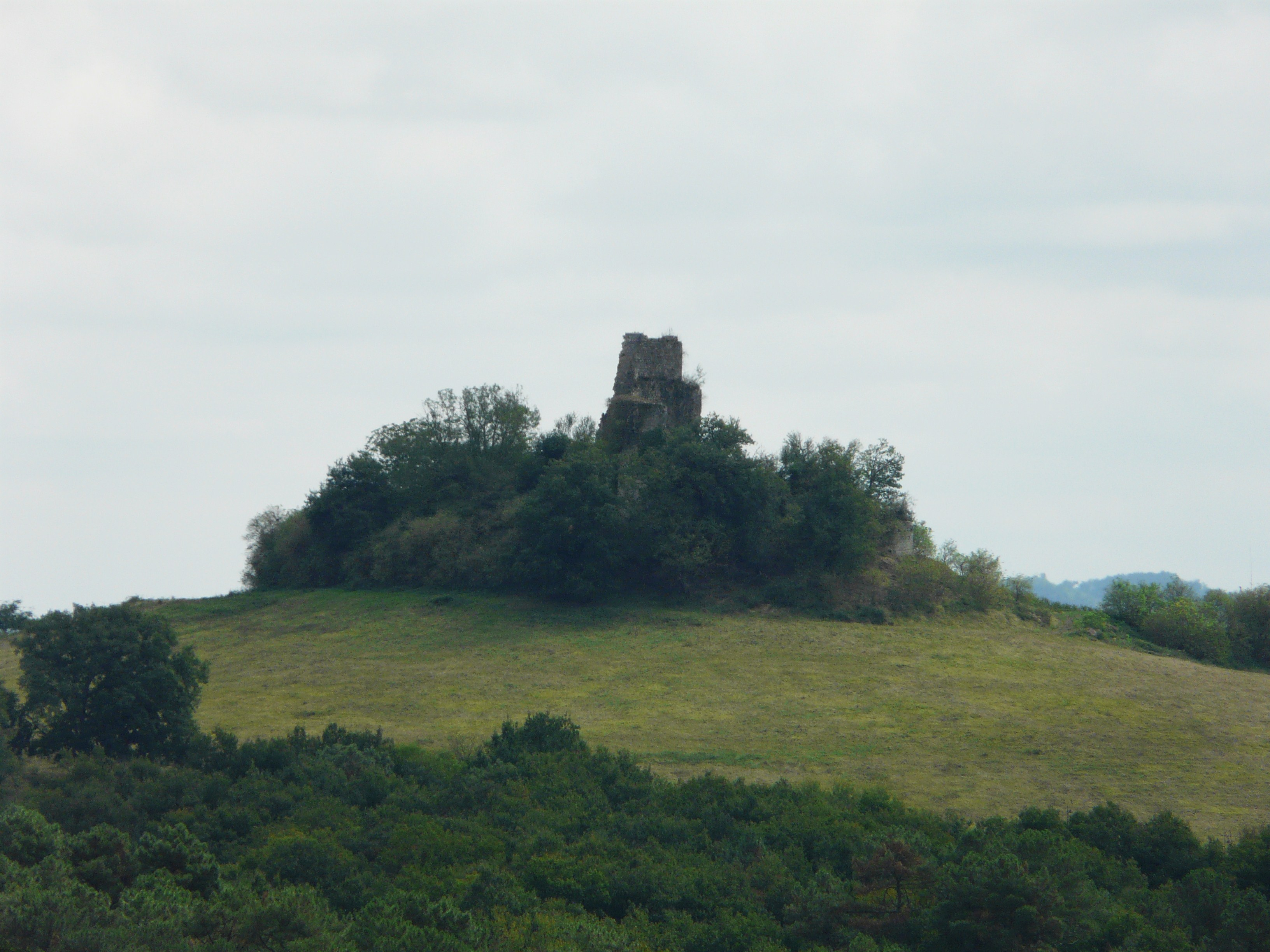
Château de Gurcon

Carsac-de-Gurson (okzitanisch Carsac de Gurçon) ist eine französische Gemeinde mit 212 Einwohnern (Stand 1. Januar 2022) im Département Dordogne in der Region Nouvelle-Aquitaine.

## Lage
Carsac-de-Gurson liegt in einer Höhe von etwa 95 Metern ü. d. M. im Westen des Départements Dordogne nur wenige Kilometer vom benachbarten Département Gironde entfernt. Der nächstgelegene größere Ort ist das zehn Kilometer (Fahrtstrecke) südöstlich gelegene Saint-Méard-de-Gurçon; Bergerac, der Hauptort des Arrondissements ist etwa 36 Kilometer in südöstlicher Richtung entfernt.

## Bevölkerungsentwicklung
| Jahr      | 1962 | 1968 | 1975 | 1982 | 1990 | 1999 | 2006 | 2017 |
| Einwohner | 259  | 238  | 218  | 209  | 175  | 189  | 193  | 190  |

Die Gemeinde hatte im 19. Jahrhundert meist über 300 Einwohner. Durch die Reblauskrise im Weinbau und die Mechanisierung der Landwirtschaft sanken die Bevölkerungszahlen auf die Tiefststände der letzten Jahrzehnte ab.

## Wirtschaft
In früheren Zeiten lebten die Einwohner der Gemeinde als Selbstversorger von der Landwirtschaft, zu der auch der Weinbau und die Zucht von Schafen und Ziegen gehörten.

## Geschichte
Die romanische Kirche zeugt von der mindestens bis ins Mittelalter zurückreichenden Besiedlung des Ortes, der sich im Jahr 1961 von Carsac-de-Villefranche in Carsac-de-Gurson umbenannte.

## Sehenswürdigkeiten
- Die romanische Pfarrkirche Saint-Pierre stammt aus dem 12. Jahrhundert. Die Westfassade ist im Stil der nordwestlich angrenzenden Landschaften der Charente und der Saintonge mit einem Triumphbogenschema in der von einem fünffach abgestuften, aber ansonsten – mit Ausnahme zweier Tierfiguren oberhalb der seitlichen Zwickel und eines rahmenden Diamant- oder Sternstabes – weitgehend dekorlosen Archivoltenportal dominierten Portalzone gestaltet. Darüber befindet sich ein Konsolenfries und eine fünfteilige Arkadenzone sowie ein mächtiger – allerdings dekorloser – Glockenturm. Die nördliche Außenwand der einschiffigen Kirche hat sich durch die Schubkräfte des leicht angespitzten Tonnengewölbes schräggestellt. Der Kirchenbau wurde bereits im Jahr 1940 als Monument historique[1] anerkannt.
- Das Château de Gurcon (44° 56′ 20″ N, 0° 4′ 53″ O) stammt ursprünglich aus dem 12. Jahrhundert; es wurde allerdings im Jahr 1254, also im Vorfeld des Hundertjährigen Krieges, von den Truppen des englischen Königs Heinrich III. zerstört. Nach dem Wiederaufbau im 14. Jahrhundert durch die Grafen von Foix-Gurcon, die hier die örtliche Grundherrenfamilie (seigneurs) stellten, beherbergte es die französischen Könige Heinrich III. und Heinrich IV. Erst im Verlauf der Französischen Revolution verfiel es endgültig. Die Burgruine ist seit 1948 als Monument historique[2] anerkannt.
- Der etwa anderthalb Kilometer südwestlich gelegene Lac de Gurson ist ein beliebtes Ausflugsziel an heißen Sommertagen.